# 楊宇朝
楊 宇朝（ヤン・ウジョ、양우조、1897年3月29日 - 1964年9月24日）は、朝鮮の独立運動家。独立後は大韓民国において実業家となった。本貫は中和楊氏。雅名は少碧。

## 生涯
平壌出身で漢学を勉強してから1915年に上海市に渡った。上海には申圭植などの民族主義独立活動家が設立した同済社が組織されていたが、同済社負担で翌年アメリカ合衆国へ留学を行った。
1917年、21歳でインディアナ州の小学校で勉強を始め、中学校卒業後の1924年にマサチューセッツ州の織造学校に入学して紡織技術を勉強した。1925年に安昌浩の興士団に加入し、1927年にしばらく帰国してから、また上海に渡って興士団を通じて独立運動に参加した。
以後韓国独立党に加わって活動して機関紙《韓声》を発行し、大韓民国臨時政府に参加して韓国光復軍政訓処に勤務中に光復を迎えた。光復後には帰国して紡織産業界で実業家として働いた。
中国で独立活動家チェ・ソンファ（최선화）に会って結婚した。1938年に中国で長女ヤン・ジェシ（양제시）が生まれ、妻と一緒に育児日記を兼ねた日記帳を1946年の帰国まで作成した。この日記は、外孫娘にあたるキム・ヒョンジュ（김현주）が《제시의 일기》（ジェシの日記）というタイトルで出版した。
1963年に建国勲章独立章を授与され、1999年に国家報勲処選定9月の独立運動家に選出された。

### 遺言
遺言は以下のようなものであった。

『過去を回考すると、良く言って私の一生は国家と民族が人らしく生きるために犠牲となった人生の中で一つであったと言えよう ..... この身はもう滅ぶとも、いつも一緒にいた家族は決して故人の見果てぬ愛国愛族精神、つまり同胞の幸福のために努力すると同時に個人の事も忘れることのないように。個人は全体の一分子であり、一分子が集まって一体となる方法である。しかし、卑怯なことはせず、絶対自尊心を曲げることのないように。』

（과거를 회고하건대, 좋게 말해서 나의 일생은 국가와 민족이 사람다운 생을 
살기위하여 희생된 인생 중 일인이었다고 하련다.....이 몸은 이제 세상사와 
멀리 하였거니와 생전 함께 한 가족은 부디 명심하여 고인의 미진한 애국애족 
정신, 즉 전체 동포의 위복을 위하여 노력하는 동시에 개인의 일도 잊지 말아라. 개인은 전체의 일분자요, 일분자가 모여 대체가 되는법이다. 
그러나, 비겁은 취하지 말고, 절대 자존심을 굽히지 말아라.）

## 参考サイト
- 大韓民国国家報勲処, 이 달의 독립 운동가 상세자료 - 양우조, 1999년
- KBS, 광복절 특별기획 3부작 - 발굴다큐멘터리 독립전쟁 (연출:박석규,권오대), 2001년